# Mount Newman Railway
| Erzzug bei der Einfahrt in Port Hedland |                                 |                                                |                                                |
| |                                 |                                                |                                                |
| Streckenlänge: | 426 km                          |                                                |                                                |
| Spurweite: | 1435 mm (Normalspur)            |                                                |                                                |
| Maximale Neigung: | 25 ‰                            |                                                |                                                |
| Streckengeschwindigkeit: | 75 km/h                         |                                                |                                                |
| Zweigleisigkeit: | Port Hedland–Jimblebar Junction |                                                |                                                |
| |                                 |                                                |                                                |
| \| \| \| Nelson Point Port Hedland \| \| \| \| \| Goldsworthy Junction Finucane Island–Yarrie \| \| \| \| \| \| \| \| \| 21.0 \| Bing \| Bing \| \| \| 33.0 \| Mooka Yard Reparaturwerkstatt für Erzwagen \| Mooka Yard Reparaturwerkstatt für Erzwagen \| \| \| 62.0 \| Walla \| Walla \| \| \| 95.0 \| Gillam \| Gillam \| \| \| 121.0 \| Turner \| Turner \| \| \| \| Abydos \| \| \| \| \| Fortescue Railway Poert Hedland–Nunna Junction \| \| \| \| \| Coonarie \| \| \| \| \| Roy Hill Railway \| \| \| \| \| Fortescue Railway Solomon Hub–Nunna Junction \| \| \| \| \| Chichester Deviation \| \| \| \| \| Garden \| \| \| \| \| Shaw \| \| \| \| \| \| \| \| \| 248.5 \| Fortescue Marsh \| Fortescue Marsh \| \| \| \| Cowra \| \| \| \| \| Gidgi \| \| \| \| 281.0 \| Yandi Junction \| Yandi Junction \| \| \| \| Kurrajura Siding \| \| \| \| \| Yandi Wye \| \| \| \| \| Yandi 2 loadout loop \| \| \| \| \| Yandi 1 loadout loop \| \| \| \| \| Rio Tinto Rail zur Yandicoogina Mine \| \| \| \| \| Area C Mine \| \| \| \| \| \| \| \| \| 401.0 \| Jimblebar Junction \| Jimblebar Junction \| \| \| \| \| \| \| \| \| \| \| \| \| \| Eastern Ridge Mine (Orebody 23 & 25) \| \| \| \| \| \| \| \| \| \| Orebody 24 \| \| \| \| \| Homestead Junction \| \| \| \| \| Orebody 18 \| \| \| \| \| Wheelarra Mine und Jimblebar Mine \| \| \| \| \| Mount Whaleback Mine (Orebody 29, 30 und 35) \| \| \| \| \| \| \| \| Quellen: [1] \| \| \| \| |                                 |                                                |                                                |
| Betriebs-/Güterbahnhof Streckenanfang |                                 | Nelson Point Port Hedland                      | Nelson Point Port Hedland                      |
| Kreuzung rechts (Querstrecke außer Betrieb) · Abzweig ehemals quer und von links |                                 | Goldsworthy Junction Finucane Island–Yarrie    | Goldsworthy Junction Finucane Island–Yarrie    |
| Abzweig geradeaus und nach links · Strecke nach rechts |                                 |                                                |                                                |
| Blockstelle | 21.0                            | Bing                                           | Bing                                           |
| Dienststation / Betriebs- oder Güterbahnhof | 33.0                            | Mooka Yard Reparaturwerkstatt für Erzwagen     | Mooka Yard Reparaturwerkstatt für Erzwagen     |
| Blockstelle | 62.0                            | Walla                                          | Walla                                          |
| Blockstelle | 95.0                            | Gillam                                         | Gillam                                         |
| Blockstelle | 121.0                           | Turner                                         | Turner                                         |
| Blockstelle |                                 | Abydos                                         | Abydos                                         |
| Kreuzung geradeaus unten |                                 | Fortescue Railway Poert Hedland–Nunna Junction | Fortescue Railway Poert Hedland–Nunna Junction |
| Blockstelle |                                 | Coonarie                                       | Coonarie                                       |
| Kreuzung geradeaus unten |                                 | Roy Hill Railway                               | Roy Hill Railway                               |
| Kreuzung geradeaus unten |                                 | Fortescue Railway Solomon Hub–Nunna Junction   | Fortescue Railway Solomon Hub–Nunna Junction   |
| Strecke von links · Abzweig geradeaus und nach rechts |                                 | Chichester Deviation                           | Chichester Deviation                           |
| Blockstelle · Strecke |                                 | Garden                                         | Garden                                         |
| Abzweig geradeaus, nach rechts und von rechts · Strecke |                                 | Shaw                                           | Shaw                                           |
| Strecke nach links · Abzweig geradeaus und von rechts |                                 |                                                |                                                |
| Brücke über Wasserlauf | 248.5                           | Fortescue Marsh                                | Fortescue Marsh                                |
| Blockstelle |                                 | Cowra                                          | Cowra                                          |
| Blockstelle |                                 | Gidgi                                          | Gidgi                                          |
| Strecke von links · Abzweig nach links und nach rechts · Strecke von rechts | 281.0                           | Yandi Junction                                 | Yandi Junction                                 |
| Blockstelle · Strecke |                                 | Kurrajura Siding                               | Kurrajura Siding                               |
| Strecke von links · Abzweig geradeaus, nach rechts und von rechts · Strecke |                                 | Yandi Wye                                      | Yandi Wye                                      |
| Betriebs-/Güterbahnhof Streckenende · Abzweig geradeaus und nach links · Strecke von rechts · Strecke |                                 | Yandi 2 loadout loop                           | Yandi 2 loadout loop                           |
| Betriebs-/Güterbahnhof Streckenende · Strecke · Strecke |                                 | Yandi 1 loadout loop                           | Yandi 1 loadout loop                           |
| Kreuzung geradeaus oben · Strecke |                                 | Rio Tinto Rail zur Yandicoogina Mine           | Rio Tinto Rail zur Yandicoogina Mine           |
| Betriebs-/Güterbahnhof Streckenende · Strecke |                                 | Area C Mine                                    | Area C Mine                                    |
| Strecke |                                 |                                                |                                                |
| Abzweig geradeaus, nach links und von links · Strecke von rechts | 401.0                           | Jimblebar Junction                             | Jimblebar Junction                             |
| Strecke von links · Strecke nach rechts · Strecke |                                 |                                                |                                                |
| Strecke von links · Abzweig geradeaus und nach rechts · Strecke |                                 |                                                |                                                |
| Dienststation / Betriebs- oder Güterbahnhof · Strecke · Strecke |                                 | Eastern Ridge Mine (Orebody 23 & 25)           | Eastern Ridge Mine (Orebody 23 & 25)           |
| Strecke nach links · Abzweig geradeaus und von rechts · Strecke |                                 |                                                |                                                |
| Betriebs-/Güterbahnhof Streckenanfang und quer · Abzweig geradeaus und von rechts · Strecke |                                 | Orebody 24                                     | Orebody 24                                     |
| Strecke · Strecke von links · Abzweig geradeaus und nach rechts |                                 | Homestead Junction                             | Homestead Junction                             |
| Strecke · Strecke · Betriebs-/Güterbahnhof Streckenende |                                 | Orebody 18                                     | Orebody 18                                     |
| Strecke · Betriebs-/Güterbahnhof Streckenende |                                 | Wheelarra Mine und Jimblebar Mine              | Wheelarra Mine und Jimblebar Mine              |
| Betriebs-/Güterbahnhof Streckenende |                                 | Mount Whaleback Mine (Orebody 29, 30 und 35)   | Mount Whaleback Mine (Orebody 29, 30 und 35)   |
| |                                 |                                                |                                                |
| Quellen: |                                 |                                                |                                                |

Die Mount Newman Railway ist eine Heavy-Haul-Strecke in der Region Pilbara in Western Australia, welche die Eisenerz-Tagebaue bei Newman mit dem Hafen in Port Hedland verbindet.

## Streckenverlauf und Geschichte
Die 1969 eröffnete 426 km lange Strecke verbindet die Mount Whaleback Mine mit dem Hafen am Nelson Point in Port Hedland. Ein größerer Anteil der Arbeiter, welche die Strecke erbauten, stammte von Thursday Island. Sie hatten vor dem Bau der Mount Newman Railway bereits in Queensland und bei der Hamersley Railway gearbeitet. Für die Strecke wurden 62.000 Tonnen Schienen aus BHP-Stahl verlegt. Weiter mussten 25 Brücken, 15 Kilometer Wasserdurchlässe und einige Einschnitte durch hartes Gestein gebaut bzw. realisiert werden.
Die Stammstrecke wurde 1989 um eine 32 km lange Stichstrecke zur Wheelarra Mine ergänzt, neben der 2014 die Jimblebar Mine. Im Jahre 1991 kam eine 30 km langen Stichbahn zur Yandi Mine hinzu, die 2003 um weitere 38 km zur Area C Mine verlängert wurde.
Im Mai 2011 war der zweigleisige Ausbau des Abschnittes Port Hedland–Jimblebar Junction abgeschlossen.
Die Bahn transportierte im Finanzjahr 2015 beinahe 220 Millionen Tonnen Erz, langfristig ist ein Ausbau auf 290 Millionen Tonnen pro Jahr möglich.

## Fahrzeuge

### Lokomotiven
Die Bahn besitzt 180 Lokomotiven, die teilweise mit der Funkfernsteuerung Locotrol von GE ausgerüstet sind.

#### EMD SD70ACe
Der größte Teil der Flotte sind 165 Lokomotiven der Baureihe SD70ACe von EMD.

##### SD70ACe/LCi
Anfänglich wurden die Version SD70ACe/LCi bestellt, wobei LCi für Low Clearance international steht, was auf das gegenüber der Standardversion verkleinerte Fahrzeugumgrenzungsprofil hinweist, das für die Unterfahrt der Beladeanlagen nötig ist. Die Lokomotiven wurden zudem mit Abdeckblechen für die Frontscheiben ausgerüstet, damit diese vom Erzstaub nicht beschädigt werden, wenn die Lokomotiven in Zugsmitte eingereiht sind.
Im Gesamten sind 23 Lokomotiven der Variante SD70ACe/LCi in Betrieb. Die erste Lokomotive wurde 2005 geliefert und trug die Nummer 4300, sie wurde nach der Inbetriebnahme als Ersatzteilspender hinterstellt. Die restlichen Lokomotiven wurden in drei Lieferlosen geliefert, wobei das erste Lieferlos bei Progress Rail gegen andere Lokomotiven eingetauscht wurde, weil die Führerhausisolation nicht auf dem Stand der bei den Losen Zwei und Drei verbesserten Version war.

##### SD70ACe (Standardvariante)
Auf Grund von akutem Lokomotivmangel erstand BHP Billiton 2008 zehn Lokomotiven der Standardausführung SD70ACe, die ursprünglich für die BNSF bestimmt waren. Sie wurden auf Grund ihrer orangen Lackierung als Pumpkin („Kürbis“) bezeichnet. Es folgten Bestellungen von weiteren 132 Lokomotiven der Standardvariante in drei Lieferlosen, so dass der Gesamtbestand dieser Version auf 142 Einheiten anstieg. Die neusten Lokomotiven haben das Baujahr 2014.
Daneben waren 2015 noch 15 Lokomotiven der Baureihe Dash 8 von GE in untergeordneten Diensten im Einsatz, die nach und nach ausrangiert werden. Nur sechs dieser GE-Lokomotiven wurden neu gekauft, die restlichen Lokomotiven waren zur Eröffnung der Strecke gelieferte ALCO Century 636, welche bei der Aufarbeitung den Antriebsstrang der Dash-8-Baureihe von GE erhielten. Drei Lokomotiven wurden ohne Führerstand aufgearbeitet und konnten somit nur ferngesteuert verkehren. Der Führerstand wurde später bei diesen Lokomotiven nachgerüstet.

#### GE AC6000CW
Ab 1999 setzte die Bahn acht Lokomotiven der Baureihe AC6000CW von GE ein. Sie erhielten nach Ablieferung den für die chinesischen HXN5 entwickelten 16-Zylinder-GEVO-Motor, der auf diesen Lokomotiven vor der Serienfertigung getestet wurde. Alle Lokomotiven wurden bereits 2013 außer Dienst gestellt und verschrottet.

#### EMD SD40-Familie
Ab 2004 waren 20 Lokomotiven der Baureihen SD40 und SD40-2 von EMD im Einsatz. Diese Lokomotiven wurden gebraucht von Union Pacific und Southern Pacific gekauft. Sie verfügten weder über Funkfernsteuerung, noch Zugsicherung, noch Funk oder Klimaanlage im Führerstand, so dass sie nicht an der Zugspitze und nicht als führende Lokomotive einer Gruppe von Zwischenlokomotiven eingesetzt werden konnten. Einige Loks wurden später mit Funk und Klimaanlage versehen, so dass sie in Port Hedland als Rangierlokomotiven eingesetzt werden konnten. Alle Lokomotiven wurden 2013 außer Dienst gestellt und verschrottet.

### Erzwagen
Die Bahn besitzt ungefähr 3400 Erzwagen. Ein typischer Erzwagen kann bei einem Leergewicht von 20 Tonnen ungefähr 132 t Erz befördern.
Die ersten 114 Erzwagen wurden zusammen mit dem ersten gebraucht gekauften Kreiselkipper aus den USA geliefert. Sie waren zuvor beim Bau des Oroville-Staudamm eingesetzt. Weitere Erzwagen wurden bei den australischen Firmen Comeng, Goninan und Transfield gebaut. Von den 350 Wagen aus Rumänien wurden nur 75 dem eigentlichen Bestimmungszweck zugeführt.

### Andere Fahrzeuge
Neben den oben genannten Fahrzeugen besitzt BHP mehrere Tankwagen für den Transport von Kraftstoff vom Hafen zu den Tagebaubetrieben. Weiter stehen Wagen zur Eichung von Gleiswaagen zur Verfügung.
Für die Überprüfung der Gleise setzt BHP einen Gleismesstriebwagen von Mermec ein.

## Betrieb
Die Bahn ist stetig bestrebt, die Transportleistung mit den zur Verfügung stehenden Mitteln möglichst effizient zu gestalten, was dazu führt, dass sich das Betriebskonzept häufig ändert.

### Zusammenstellung der Züge
Seit 2015 verkehren die Züge mit 259 Wagen, gezogen von zwei SD70 Lokomotiven, an der Zugspitze, die von zwei weiteren funkferngesteuerten SD70 Lokomotiven unterstützt werden, die nach 130 Wagen eingereiht sind. Ein solcher Zug mit einer Gesamtlänge von 2,8 km befördert 34.200 t Erz bei einem Gesamtgewicht von 39.400 t und einem Achsdruck von 38 t. Es verkehren 14 Züge pro Tag.
Bis Januar 2014 verkehrten die Züge noch mit zweimal 124 Wagen, wobei ebenfalls in der Mitte des Zuges Zwischenlokomotiven eingereiht waren.
Früher verkehrten Züge mit 336 Wagen, die bis zu 3,7 km lange waren – die maximale Länge der Ausweichgleise an der bis 2011 einspurigen Strecke. Nach 112 Wagen waren jeweils Zwischenlokomotivpakete eingereiht, die oft aus einer führenden modernen Diesellokomotive und zwei geführten SD40- oder Dash-8-Lokomotiven bestanden. Nach dem Ausbau der Hauptstrecke auf Doppelspur wurden diese langen Züge aufgegeben, weil mit zunehmender Zuglänge die durch dynamische Vorgänge im Zugverband entstehenden Kräfte größer werden und die dadurch entstehenden Belastungen der Kupplungen diese oft brechen ließen.

#### Weltrekordzüge
Die Bahn stellte zweimal einen Weltrekord bezüglich Zuglänge auf:
Das erste Mal verkehrte am 28. Mai 1996 ein 5892 Meter langer und 72.191 Tonnen schwerer Zug mit zehn Lokomotiven und 540 Wagen. Dieser Zug hielt den Weltrekord für das Zugsgewicht, nicht aber denjenigen für den längsten Zug, denn die 71.600 t schweren Züge auf der südafrikanischen Bahnstrecke Sishen–Saldanha waren mit 7200 Meter Zuglänge mehr als einen Kilometer länger.
Am 21. Juni 2001 verkehrte ein Zug von Yandi nach Port Hedland, der bei einem Zuggewicht von 99.734 Tonnen eine Ladung von 82.000 Tonnen Erz transportierte. Die 682 Wagen wurden von den acht damals vorhandenen AC6000CW-Lokomotiven befördert. Drei Lokomotivpaare und zwei Einzellokomotiven über den 7,2 km langen Zug verteilt sorgten für gleichmäßig über den Zug verteilte Traktions- und Bremskräfte. Der mit 75 km/h verkehrende Zug wurde einmännig bedient, indem die Zwischenlokomotiven wie bei den anderen BHP-Zügen über Funkfernsteuerung bedient wurden. Der Zug benötigte für die ganze Fahrt 10 Stunden. Beim Anstieg über die Chichester Ranges kam es zu einem Kupplungsbruch, was zu einem beinahe fünfstündigen Stillstand führte. Nach der Reparatur musste der Zug für den letzten Kilometer der Steigung von zwei zusätzlichen Lokomotiven nachgeschoben werden.

### Beladung und Entladung
Die Züge werden in den Tagebaubetrieben mit aufbereitetem Sinterfeinerz oder Stückerz befüllt, wobei die Beladung mit den Zuglokomotiven erfolgt. Im Hafen von Port Hedland werden die Züge entweder am Nelson Point oder auf Finucane Island mit insgesamt fünf Kreiselkipper entladen. Für den Entladevorgang wird der Zug vor den Zwischenlokomotiven getrennt und jeder Zugteil einzeln von den zugehörigen Lokomotiven durch die Entladeanlagen geführt, bevor sie für die Rückfahrt zu den Tagebauen wieder vereint werden. In den Entladeanlagen ist eine Überwachungsanlage installiert, welche überwacht, dass die Wagen tatsächlich entleert sind. Dadurch wird verhindert, dass teilweise entladene Wagen durch ungleiche Radlastverteilung entgleisen können. Die Umlaufzeit für eine Fahrt von der Beladung bis zum Hafen und wieder zurück beträgt ungefähr 30 Stunden.

### Betriebsleitzentrale
Der Betrieb der Mount Newman Railway wird von einer Betriebsleitzentrale im 1300 km entfernten Perth überwacht. Diese leitet neben dem Bahnbetrieb auch die Produktion im Hafen und in den Tagebaubetrieben.

### Eisenbahnunfall
Am 5. November 2018 geriet ein Zug mit vier Lokomotiven und 268 mit Eisenerz beladene Wagen außer Kontrolle und wurde in der Nähe von Turners Siding absichtlich zum Entgleisen gebracht.  Bei dem Eisenbahnunfall von Turners Siding wurden viele der Wagen zerstört und die Eisenbahninfrastruktur auf einer Länge von etwa 1,5 km zerstört.